# Fórmula 1 (partido político)
Fórmula 1 fue un partido político venezolano fundado por Rhona Ottolina tras una escisión del Movimiento de Integridad Nacional-Unidad, partido fundado por su padre Renny Ottolina. El partido participó en las elecciones generales de Venezuela de 1988 (la primera vez en la que participa electoralmente), donde obtuvo 93 228 votos, un 1,3% del total, y dos escaños en la Cámara de Diputados, donde Rhona resultó electa.

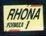

Rhona Ottolina posteriormente se postuló como candidata presidencial en las elecciones generales de 1993, donde recibió 3633 votos.